# Đối xứng trục
| Trong không gian hai chiều hồng tâm có đối xứng trục. | Một mặt quay có đối xứng trục trong không gian 3 chiều. |

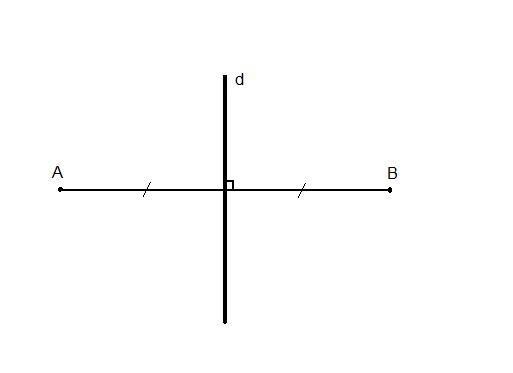
Đường thẳng d là đường trung trực của đoạn thẳng AB nên A đối xứng với B qua đường thẳng d.

Khi đường thẳng d là đường trung trực của đoạn thẳng AB thì ta nói điểm A đối xứng với điểm B qua đường thẳng d. Khi đó đường thẳng d gọi là trục đối xứng của hai điểm A và B.
Nói cách khác, hai điểm được gọi là đối xứng với nhau qua một đường thẳng nếu đường thẳng đó là đường trung trực của đoạn thẳng nối hai điểm đó. Đối xứng này gọi là đối xứng trục.

## Hai hình đối xứng qua một đường thẳng
Hai hình gọi là đối xứng với nhau qua một đường thẳng nếu mỗi điểm của hình này ở cùng khoảng cách tới đường thẳng với một điểm tương ứng thuộc hình kia, và ngược lại. Đây cũng gọi là đối xứng trục.
Trong không gian hai chiều (mặt phẳng), ảnh của một hình sau phép phản xạ đối xứng với hình đó qua một trục, trong không gian ba chiều chúng đối xứng với nhau qua một mặt phẳng.

## Hình có trục đối xứng

### Định nghĩa
Một hình phẳng được gọi là có trục đối xứng nếu tồn tại ít nhất một đường thẳng sao cho với mỗi điểm của hình đều có đúng một điểm tương ứng thuộc hình đó và đối xứng qua đường thẳng. Nói cách khác, hình vẫn giữ nguyên khi thực hiện phép phản xạ qua đường thẳng đó.

### Trục đối xứng của một số hình
1. Đường tròn, trục đối xứng là đường kính của đường tròn. Đường tròn có vô số trục đối xứng.
2. Tam giác cân, trục đối xứng là đường cao, trung trực, trung tuyến, phân giác của tam giác cân xuất phát từ đỉnh ứng với cạnh đáy. Tam giác cân có duy nhất 1 trục đối xứng.
3. Tam giác đều, trục đối xứng là đường cao, trung trực, trung tuyến, phân giác của tam giác đều. Tam giác đều có 3 trục đối xứng.
4. Hình thang cân, trục đối xứng là đường thẳng đi qua trung điểm hai đáy của hình thang cân. Hình thang cân có 1 trục đối xứng.
5. Hình thoi, trục đối xứng là hai đường chéo của hình thoi. Hình thoi có 2 trục đối xứng.
6. Hình vuông, trục đối xứng là hai đường chéo của hình vuông và hai đường thẳng đi qua trung điểm từng cặp cạnh đối diện của hình vuông. Hình vuông có 4 trục đối xứng.
7. Hình chữ nhật, trục đối xứng là hai đường thẳng đi qua trung điểm từng cặp cạnh đối diện của hình chữ nhật. Hình chữ nhật có 2 trục đối xứng.
8. Đa giác đều nhiều cạnh và có nhiều trục đối xứng.

## Một số định lý liên quan đến đối xứng trục (hình học)

### Định lý Colling
Các đường thẳng là đối xứng của một đường thẳng qua ba cạnh của tam giác đồng quy khi và chỉ khi đường thẳng này đi qua trực tâm của tam giác. Trong trường hợp này, điểm đồng quy nằm trên đường tròn ngoại tiếp tam giác.

### Định lý Bliss

Định lý Bliss

Cho ba đường thẳng song song đi qua ba trung điểm của ba cạnh của tam giác khi đó các đường thẳng đối xứng của ba cạnh tam giác đó qua ba đường thẳng này một cách lần lượt sẽ đồng quy tại đường tròn chín điểm của tam giác đó.

### Định lý Paul Yiu
Cho đường thẳng qua tâm nội tiếp của tam giác và cắt ba cạnh BC, CA, AB của tam giác lần lượt tại X, Y, Z. Lấy các điểm X′, Y′, Z′ là đối xứng của X, Y, Z qua ba đường phân giác tương ứng. Khi đó ba điểm X′, Y′, Z′ thẳng hàng.

## Chữ cái có trục đối xứng
A, B, C, D, E, H, I, M, O, K, U, V, W, X, Y